# Frederik Hauch (1715-1789)
 Der er flere personer med dette navn, se Frederik Hauch.
Frederik Hauch (17. juli 1715 i København – 29. marts 1789 i Viborg) var en dansk officer, godsejer og stiftamtmand, far til Jens Erik Hauch.
Han var søn af Berthel Hauch til Juellingsholm (1671-1741) og Elisabeth Westengaard (1685-1728), blev 1733 student (privat dimitteret), 1734 fændrik reformé i Kronprinsens Regiment, 1735 virkelig fændrik, 1736 sekondløjtnant, købte i 1739 et kompagni i Sjællandske gevorbne Infanteriregiment af fætteren Andreas Hauch, blev 1745 sekondmajor, 1753 sekond-oberstløjtnant og afgik samme år fra Hæren. Hauch blev samme år virkelig etatsråd, var 22. april 1755 til 1. juli 1780 amtmand over Dueholm, Ørum og Vestervig Klosters Amter, 1767 konferensråd og 29. januar 1774 Hvid Ridder. 18. maj 1780 blev Hauch udnævnt til stiftamtmand over Viborg Stift og amtmand over Hald Amt med virkning fra 1. juli. I denne stilling døde han 29. marts 1789.
Hauch skrev sig til Højris på Mors (1755-69) og Frydsbrønd (til 1764)
Han var gift med Nicoline Dorothea Vind (16. april 1734 på Øllingsø - 31. maj 1788 i Viborg), datter af kaptajn Niels Vind (død 1733) og Christiane Ulrikke von Lützow (1700-1753).
Han er begravet i Viborg Domkirke.